# Havarikommissionen for Civil Luftfart og Jernbane
L'Havarikommissionen for Civil Luftfart og Jernbane (HCLJ, anglais: Accident Investigation Board Denmark, AIB) est l'organisme du Danemark permanent, chargé des enquêtessur les accidents et les incidents graves en transport maritime, transport ferroviaire et en aviation publique et générale qui surviennent sur le territoire du Danemark. Le HCLJ a son siège à Roskilde, Commune de Roskilde (Q),.